# Ugarit
Ugarit (akkádul: ʾA-ku-ri-ta, ma arabul: رأس شمرة, Rasz Samra, ugariti 𐎜𐎂𐎗𐎚, azaz ʼugrt, óegyiptomi nyelven ˁkrṯ, azaz Akeret) ókori település, az ugariti városkirályság, majd az ugariti királyság központja Nyugat-Szíriában. A város földrajzi helye egészen 1928-ig ismeretlen volt, annak ellenére, hogy egyiptomi forrásokban sok utalás maradt fenn róla. Egy Latakia mellett – közelebbről Rasz Samra arab faluban – véletlenül megtalált ókori sír, és annak kapcsán meginduló ásatás derített fényt e történelmi rejtélyre. A sírt egy helyi földműves szántás közben szakította fel. A Rasz Samra-i tellt (halmot), amely alig 500×600 méteres alapterületen fekszik, ennek eredményei alapján azonosították Ugarittal. Szerencsés körülménynek bizonyult, hogy Ugarit az i. e. 12. századtól kezdve lakatlan volt, mivel így a későbbi építkezések, a lakosság nem bolygatta a régészeti rétegeket, nem használták újra az építőanyagokat, nem építették át az épületeket.

## Története
Ugarit régészeti lelőhelyén öt nagy megtelepedési fázist lehet elkülöníteni.
A halom legkorábbi településrétege az Vc, amely az i. e. 7. évezredre datálható, és az itt feltárt eszközkultúra neolit jellegű. Az Vb, majd az Va rétegek az i. e. 6. évezred elejéig tartanak. Ez időben kicsiny falu, de már az Vb rétegben megjelenik a kőépítkezés.
A IV. periódus a korai és középső kőrézkor. Körülbelül három évszázadnyi lakatlan periódus után, i. e. 5500 körül kezdődik, és i. e. 4000-ig tart. A Halaf- és Haszúna-kultúra körébe tartozó leletek megjelenése bizonyítja, hogy bár kis méretű település, mégis már ebben az időben kereskedelmi központ volt a Mezopotámia és Egyiptom közti egyik karavánút mentén. A falut már fal vette körül, igaz, nem épített kerítés, hanem földsánc.
Az i. e. 4. évezred legelején kezdődik a III. periódus, amely a kőrézkor és a bronzkor átmenetének időszaka. Az ókori Szíria más kereskedőállamaihoz – például Eblához, Márihoz – hasonló magaskultúrát hozott létre. A széles körű, intenzív kereskedelmi kapcsolatok révén az általános kulturális kép kiegyenlített az egész térségben. A Halafot lassan felváltja a jerikói VIII. rétegre jellemző eszköztár. Egészen i. e. 2200 körüli időig folyamatosan lakott, majd két évszázad lakatlan szakasz következik.
Az i. e. 3. évezred második felében jelentős népességcsere mehetett végbe, bár a régészet ma már nem tartja egyértelműnek, hogy a kultúra változása egyúttal az etnikum változását is jelentené. Mindenesetre az elnéptelenedést követően a „nyakperecesek népe” tűnik fel i. e. 3000 körül. Velük kezdődik a II. periódus. Nem sokkal később a szíriai térségben is feltűntek az amoriták, azaz a „nyugati sémik”, akik Mezopotámiában is átalakították az eszközkultúrát, a nyelvet, a művészeteket és az államközi politikai életet, megbuktatva mind az Akkád Birodalom maradványait, mind az új reneszánszát élő sumer államiságot, a III. uri dinasztia hatalmát.
Az i. e. 2. évezredben a szíriai térségben, illetve a vele határos Anatóliában újabb erős államok alakultak. Kizzuvatna és Jamhad, majd a Hettita Birodalom lett Ugarit szomszédja. A hettiták mindig is expanzív politikát folytattak és Szíria elsődleges célpontjuk volt. A hettiták részéről azonban Ugarit felé útban volt Jamhad, majd az ez idő tájt alakuló Mitanni. I. Hattuszilisz Alahtum ostroma alkalmával esett el, I. Murszilisz pedig Mezopotámiában az amorita Óbabiloni Birodalom történetére tett pontot. A óhettita kort összeomlás követte, ekkor a hódító szerepet a hurrik vették át. A rendszeresen bekövetkező északi és keleti támadások egyiptomi szövetségkötésre kényszerítették az ugariti uralkodókat. Ebben a periódusban az egyiptomi hatás volt erős a városban. Az eddig ismert első egyiptomi származású lelet egy I. Szenuszert korából való gyöngy. Ettől kezdve a középbirodalmi fáraók sztéléi és szobrai jelennek meg. Zimri-Lim levéltára is említi Ugaritot, és már minószi áru is megjelenik. Az ugariti fellegvár Baál-temploma is ekkortájt épült.

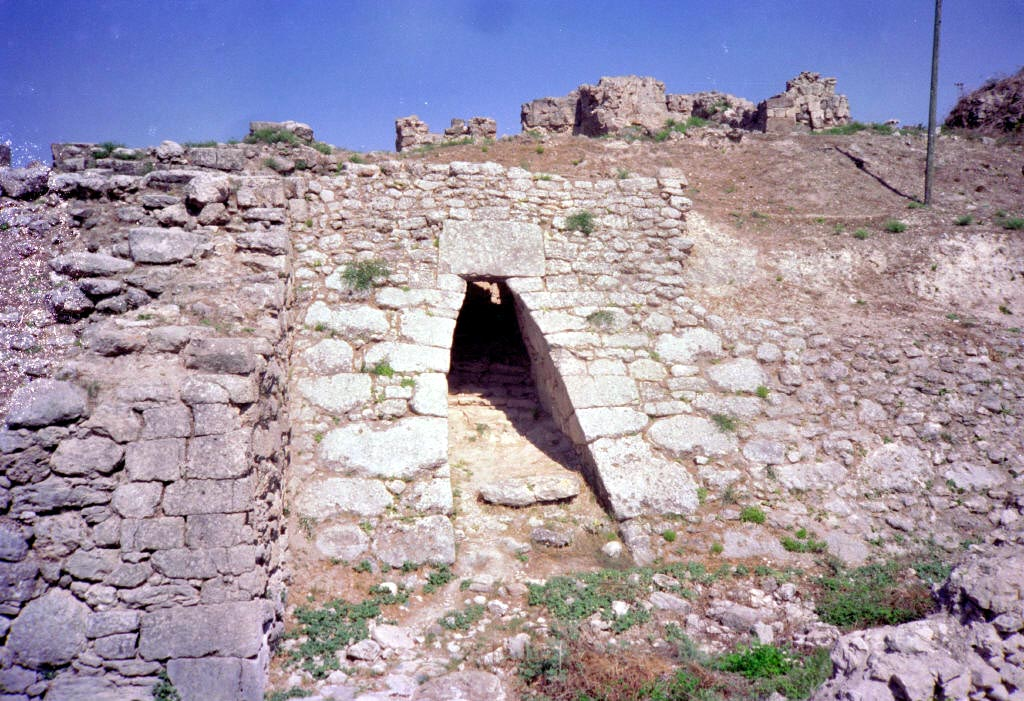
Az ugariti királyi palota bejárata

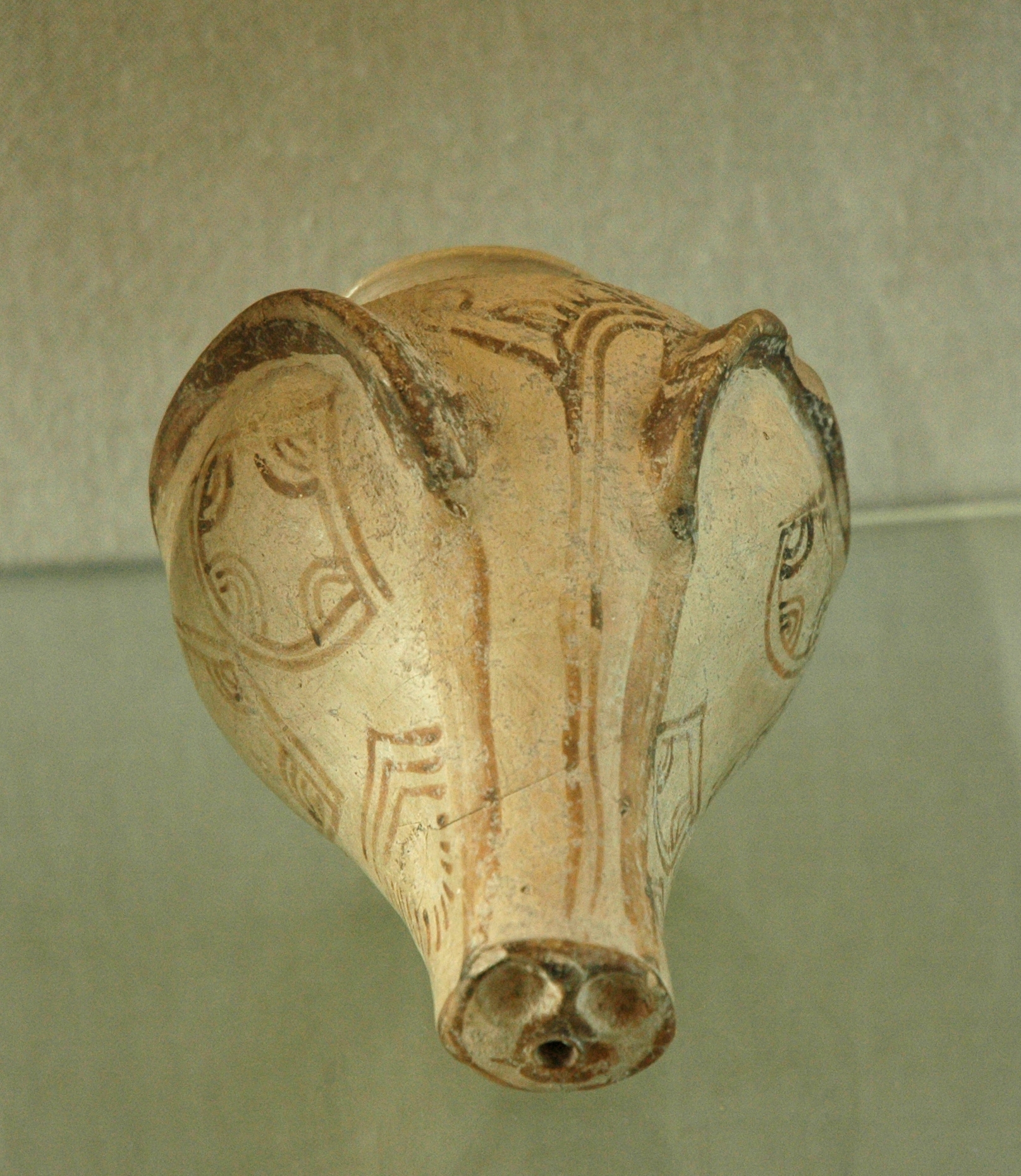
Mükénéi import kerámia Ugaritból

Az ugariti uralkodók névsora az i. e. 14. században keletkezett, és több mint négy évszázadra megy vissza. Ma már a legtöbbjükkel kapcsolatban tárgyi emlékek is rendelkezésre állnak, amelyek általában megerősítik a lista tartalmát, sőt tudunk több olyan uralkodóról, akik nem is szerepelnek a listában. A minószi–szíriai kereskedelem legfontosabb központja ez időben Ugarit volt. A királyság az i. e. 15–14. században élte fénykorát, bár az Amarna-levelek alapján Egyiptom vazallusa volt.
A kereskedelem egyre kiterjedtebbé vált, már nem csak Egyiptom és Mezopotámia között közvetített – sőt a sivatagon keresztül haladó rövidebb szárazföldi utak miatt ez már másodlagossá lett –, hanem az Anatólia belsejébe, Hattuszasz és Tarhuntasszasz felé irányuló, az Égeikummal kapcsolatos kereskedelmet is bonyolította. Kereskedelmi flottája a térség legnagyobbja, a város népességszáma és területe is növekedett. Ebben a korban jelentős mükénéi görög kolónia is létesült. A ciprusi réz (önmagában fogalom: a kuprum szó „ciprusit” jelent) forgalma, a fakereskedelem, a Hattiba irányuló gabonaközvetítés, só, bor és illatszerek szállítása jellemzi a kort. Ez időben a tengerhajózás nagyot fejlődött, és bár a nyíltvízi tengerészet kora még nem jött el, de a partmenti lavírozás korszaka elérkezett, és ekkor épült Ugarit nagy kikötője is.
Az újhettita hódítások során az inaktív Egyiptom helyett a hettiták vették át a vezető szerepet. II. Níkmaddu jelentősen profitált Mukis hettita megszállásából is. Fia, II. Arhalba mégis szabadulni akart a hettita befolyás alól, de lázadását II. Murszilisz gyorsan leverte. VI. Níkmepa uralkodásától Hatti garantálta Ugarit határait, és kiterjedt szövetségi rendszer jött létre Amurrú közreműködésével.
Az újhettita birodalom hanyatlásával egyidőben Ugarit is lazított a függőségen, VI. Ibiranu a beiktatása alkalmával már „elfelejtette” tiszteletét tenni III. Tudhalijasz előtt. III. Hammurapi már saját flottájával segítette ki II. Szuppiluliumaszt egy Alaszija elleni támadáskor, mivel a Hettita Birodalomnak nem volt tengeri hadereje.
Ugarit a függetlenség kivívását követően, hatalma tetőpontján néhány év alatt véglegesen elpusztult a tengeri népek vándorlásának idején. I. e. 1188 és 1183 között még erős középhatalomnak számított, amelynek új uralkodóját, III. Hammurapit az egyiptomi Bay kancellár is fontosnak tartotta üdvözölni. Ugarit végnapjairól nincsen információ. Bár nem vált teljesen lakatlanná, jelentéktelen településsé zsugorodott.
Az újhettita korban a város már nem szerepel a forrásokban. A térségben alakuló Alalah–Ugariti Királyság nevében csak azért szerepel jelzőként, hogy a földrajzi helyet lokalizálja. A település néhány házas tanyavilággá lett, az óperzsa korban Leukosz Limen volt a neve.

## Régészete
Az „Édeskömény-dombon” 1928-ban napvilágot látott boltív azonnali régészeti expedíció indításával járt, a feltárások a második világháborúig tartottak és rögtön annak befejeztével újraindultak. Az első szíriai-francia közös ásatáson Adnan Bounni és C.F.A. Schaeffer vezette a munkálatokat. A királyi palota feltárása rögtön elárulta, hogy azt a tengeri népek támadása után soha többé nem használták. Az agyagedények mellett nagy jelentőségű volt egy Bereniké királynő képmásával díszített gyűrű megtalálása.
Az ugariti leletek azért nagyon jelentősek, mert a zavaros i. e. 14. század politikai viszonyainak megismeréséhez alapvető írásos források kerültek elő. Összesen öt nagy levéltár került elő. 1958-ban egész könyvtárnyi irodalmat találtak, majd 1973-ban további 120, 1994-ben 300 darab újabb tábla került elő. A táblákon hét nyelv forrásai olvashatók. Az ugariti nyelv a város feltárása előtt ismeretlen volt, e nyelvemlékek az első föníciai betűírásos (ugariti ábécé) szövegek. Az ékírás egyszerűsödésének utolsó fázisát képviseli. Nemcsak a diplomáciai levelezés fontos, hanem a „phoinikok” költészetét és mitológiáját is megismerhettük. Az ugariti a sémi nyelvek egyike volt, és a klasszikus héberrel, az ótestamentum nyelvével állt rokonságban. A táblák a sémi irodalom darabjai nagy jelentőséggel bírnak a nyelvészet és a Biblia tanulmányozói számára, hisz a zsidók korai történelme ebben a környezetben játszódott le.